# Episema haemapasta
Episema haemapasta är en fjärilsart som beskrevs av George Francis Hampson 1914. Episema haemapasta ingår i släktet Episema och familjen nattflyn. Inga underarter finns listade i Catalogue of Life.